# Liste des telenovelas diffusées en France et dans les pays francophones
 (octobre 2024).
Si vous disposez d'ouvrages ou d'articles de référence ou si vous connaissez des sites web de qualité traitant du thème abordé ici, merci de compléter l'article en donnant les références utiles à sa vérifiabilité et en les liant à la section « Notes et références ».
- Cet article fait référence au genre de fictions des telenovelas.

## Telenovelas produites dans des pays nord et sud américains

### Telenovelas latino-américaines
- L'Ange du Diable El Diablo (Más sabe el diablo) diffusée sur le réseau Outre-Mer 1re, sur France Ô, sur IDF1, sur Nina TV et sur Novelas TV.
- Portée disparue (¿Dónde está Elisa?) diffusée sur le réseau Outre-Mer 1re et sur France Ô
- Frijolito (Amarte así) diffusée sur le réseau Outre-Mer 1re, sur France Ô, sur IDF1 et sur Nina TV
- Marina diffusée sur le réseau Outre-Mer 1re, sur France Ô, sur IDF1, Nina TV et sur Novelas TV en 2018-2019.
- Cœur brisé (Corazón partido) diffusée sur le réseau Outre-Mer 1re, sur France Ô en 2011, sur IDF1 en 2013 et sur Nina TV.
- Les Argentées (Los Plateados) diffusée sur le réseau Outre-mer 1re sur France Ô en 2011, sur IDF1 et sur Nina TV.
- La Reine du Sud (La Reina del sur) diffusée sur le réseau Outre-Mer 1re et sur France Ô en 2012
- Grachi diffusée sur le réseau Outre-mer La 1er en 2012, sur Teletoon + en 2012 et RTI2 en 2021.
- Le corps du désir (El cuerpo del deseo) diffusée sur le réseau Outre-Mer 1re, sur France Ô, sur IDF1 en 2012-2013 et sur Novelas TV en 2015
- La maison d'à côté (La casa de al lado) diffusée sur le réseau Outre-Mer 1re en 2013, sur France Ô en 2014 et sur Novelas TV en 2015-2016 et rediffusée en 2024-2025.
- Teen Witch diffusée sur Nickelodeon en 2014-2015
- Amour interdit (Pasión prohibida) diffusée sur le réseau Outre-Mer 1re en 2013, sur France Ô en 2014, sur IDF1 en 2016 et sur Novelas TV en 2025.
- La force du cœur (Corazón valiente) diffusée sur le réseau Outre-Mer 1re en 2014, sur France Ô en 2015, sur Novelas TV en 2015-2016 et 2021 et sur IDF1 en 2016
- La patrona diffusée sur le réseau Outre-Mer 1re en 2014, sur France Ô et sur Novelas TV en 2015, 2016-2017 et 2025.
- Amour à Manhattan (Maid in Manhattan) diffusée sur le réseau Outre-Mer 1re, sur France Ô et sur Novelas TV en 2015
- Dans la peau d'une autre (En otra piel) diffusée sur le réseau Outre-Mer 1re, sur France Ô en 2015-2016 et sur Novelas TV en 2016-2017 et 2018-2019.
- WITS Academy diffusée sur Nickelodeon en 2016
- Terre de passions (Tierra de reyes) diffusée sur le réseau Outre-Mer 1re en 2016, sur Novelas TV en 2016 et 2017-2018 et sur France Ô en 2017
- Santa Diabla diffusée sur le réseau Outre-Mer 1re, sur France Ô en 2016 et sur Novelas TV en 2017-2018
- Le prix du pardon (Los miserables) diffusée sur le réseau Outre-Mer 1re en 2016, sur France Ô et sur Novelas TV en 2017 et 2019.
- Vikki RPM diffusée sur Nickelodeon Teen FR en 2018.
- Catalina (Sin senos sí hay paraíso) diffusée sur le réseau Outre-Mer 1re ,France Ô en 2017 et sur Novelas TV en 2018-2019
- La Doña diffusée sur le réseau Outre-Mer 1re, sur France Ô en 2017 et sur Novelas TV en 2018
- Catalina 2 (Sin senos sí hay paraíso 2) diffusée sur le réseau Outre-Mer La 1re en 2018, sur France Ô en 2019 et sur Novelas TV en 2020.
- L'imposture (La impostora) diffusée sur Novelas TV en 2018 et 2020-2021.
- Dueños del paraíso disponible sur Prime Video en 2018
- Le détenu (El recluso) disponible sur Netflix en 2018
- De l'autre côté du mur (Al otro lado del muro) diffusée sur Novelas TV en 2019
- Catalina 3 (Sin senos sí hay paraíso 3) diffusée sur le réseau Outre-Mer La 1re en 2019 et sur Novelas TV en 2020-2021.
- Catalina 4 (El final del paraíso) diffusée sur le réseau Outre-Mer La 1re en 2020 et sur Novelas TV en 2021.
- La Doña 2 diffusée sur Novelas TV en 2020
- Les périls de l'amour (Jugar con fuego) disponible sur Netflix depuis 2024

### Telenovelas argentines
- Le Monde de Patricia / De Tout Mon coeur (Patito Feo) diffusée sur Gulli en 2008, sur Cartoon Network en 2010 et sur IDF1 et Boing en 2011
- Floricienta diffusée sur Cartoon Network en 2008 et sur Boing en 2011
- Muñeca brava diffusée sur Nina TV en 2017 et sur le réseau Outre-mer La 1er en 2018.
- Grachi diffusée sur Télétoon+ en 2012
- Violetta diffusée sur Disney Channel en 2012, sur NT1 en 2013 et sur Club RTL en Belgique et au Luxembourg
- Soy Luna diffusée sur Disney Chanel en 2016
- Love Divina (Divina, está en tu corazón) diffusée sur France 4 en 2017, en avril 2018 sur La Trois en Belgique et sur France Ô en 2019. Puis, diffusée sur Gulli en 2023
- O11ce diffusée sur Disney Channel et Disney XD à partir de l'année 2018. Cependant la saison 3 est disponible tous les week-end sur Disney XD en 2020 au mois de janvier
- Kally's Mashup (Kally Mashup, la voix de la pop) diffusée sur Gulli en 2018
- Poursuis tes rêves (Go vive a tu manera) diffusée sur Netflix en 2019
- Bia diffusée sur Disney Chanel en 2020
- L'Été à Cielo Grande disponible sur Netflix en 2022-2023
- Allegra disponible sur Disney + en 2023.

### Telenovelas brésiliennes
- Araguaia / Destiny River (Araguya, la rivière du destin) diffusée sur le réseau Outre-Mer 1re, sur France Ô et sur Nina TV en 2015 et 2018
- Avenida Brasil diffusée sur le réseau Outre-Mer 1re, sur France Ô et sur IDF1 en 2013-2014. Puis diffusée sur Novelas TV en 2022-2023
- Passions mortelles (Insensato Coração) diffusée sur le réseau Outre-Mer 1re et sur IDF1 en 2013
- Au cœur du péché (Da Cor Do Pecado) diffusée sur le réseau Outre-Mer 1re, sur France Ô et sur Nina TV en 2017-2018 et rediffusée en 2023.
- La Beauté du diable (Anjo Mau) diffusée sur Téva en 2000-2001, et rediffusée en 2002. Diffusée sur ATV en 2006-2007 et sur Télé-réunion.
- Captive (Salve Jorge) diffusée sur le réseau Outre-Mer 1re en 2014 et sur Nina TV en 2017
- Le Cercle de feu (Roda de Fogo) diffusée sur Nina Novelas en 2021-2022
- Le Clone (O Clone) diffusée sur France Ô en 2012
- Cœur de diamant (Brilhante) diffusée sur TF1 en 1985-1987
- Danse avec moi (Baila Comigo) diffusée sur TF1 en 1984-1986 et diffusée sur Antenne 2 en 1988.
- Dona Beija diffusée sur TF1 en 1992, sur France 3 en 1993 et sur France 2 en 1996
- Femmes de sable (Mulheres de Areia) diffusée sur RTL9 en 1995-1996 et rediffusée en 1996-1997.
- Helena (Felicidade) diffusée sur RTL en 1994-1995 et sur Téva en 1997.
- Le Droit d'aimer diffusée en Suisse en 1993
- Virgínia diffusée sur Canal + en 1992-1993
- India, A Love Story (Caminhos das Indias) diffusée sur le réseau Outre-Mer 1re, sur France Ô et IDF1 en 2010-2011
- Isaura l'esclave blanche (Escrava Isaura) diffusée sur Nina TV
- Mademoiselle (Sinhá Moça) diffusée sur Nina TV
- Rédemption (Cama de Gato) diffusée sur le réseau Outre-Mer 1re et sur IDF1 en 2011-2012
- Le Roman de la vie (Paginas da Vida) diffusée sur France Ô, sur IDF1 en 2009 et sur Nina TV en 2018
- Sauvée par l'amour (Viver a Vida) diffusée sur le réseau Outre-Mer 1re en 2011, sur IDF1 en 2012 et sur Nina TV
- Secrets de famille (Laços de Família)
- Terra Nostra diffusée sur Novelas TV en 2017-2018. Et diffusée sur Nina Novelas en 2020.
- Tour de Babel (Torre de Babel) diffusée sur Nina Novelas en 2020. Et diffusée sur Novelas TV en 2023.
- Destinées / Tout pour l'amour / Sublime mensonge (Por Amor) diffusée sur Nina TV en 2018
- Fleur Caraïbes (Flor do Caribe) diffusée sur le réseau Outre-Mer 1re en 2015, sur France Ô en 2016 et sur Nina TV en 2017
- Une Vie Volée (A Vida da Gente) diffusée sur le réseau Outre-Mer 1re en 2014, sur France Ô en 2015 et sur IDF1 en 2017
- Les couleurs de la liberté (Lado a Lado) diffusée sur le réseau Outre-Mer 1re, sur France Ô et sur Nina TV en 2017 et rediffusée sur Nina Novelas en 2024
- L'ombre du mensonge (Amor à Vida) diffusée sur le réseau Outre-Mer 1re en 2016 et Nina TV en 2018 et rediffusée en 2023. Et diffusée sur Novelas Avenue en 2023-2024.
- Passions secrètes (Em Família) diffusée sur le réseau Outre-Mer 1re et sur IDF1 en 2017-2018
- Totalement diva (Totalmente demais) diffusée sur le réseau Outre-Mer 1re en 2017. Et diffusée sur Novelas Avenue en 2023
- Soleil Levant (Sol Nascente) diffusée sur le réseau Outre-Mer La 1re en 2018
- Precious Pearl (Joia Rara) diffusée sur le réseau Outre-Mer La 1re en 2018-2019. Puis, diffusée sur Novelas TV en 2023
- Le prix du désir (A Força do Querer) diffusée sur le réseau Outre-Mer La 1re et sur France Ô en 2018-2019.Et diffusée sur Novelas Avenue en 2023
- Les ombres du passé (A Lei do Amor) diffusée sur le réseau Outre-Mer La 1re en 2019
- L'envers du paradis (O outro lado do paraíso) diffusée sur le réseau Outre-Mer La 1re en 2019-2020
- Seconde Chance (Segundo Sol) diffusée sur le réseau Outre-Mer La 1re en 2020. Et diffusée sur Nina Novelas en 2023.
- Lady Revolution (Liberdade, Liberdade) diffusée sur le réseau Outre-Mer La 1re en 2020
- Les Enfants de nulle part (Órfãos da Terra) diffusée sur le réseau Outre-Mer La 1re en 2020.
- La Vie à tout prix (Bom Sucesso) diffusée sur le réseau Outre-Mer La 1re en 2021 Et sur Nina Novelas en 2023 ainsi que sur M6+ en 2024.
- Les Liens du destin (Os Dias Eram Assim) diffusée sur le réseau Outre-Mer La 1re en 2021
- Sweet Diva (A Dona do Pedaço) diffusée sur le réseau Outre-Mer La 1re en 2021. La série est diffusée sur Nina Novelas en 2023-2024.
- Le Temps d'aimer (Tempo de amar) diffusée sur le réseau Outre-Mer La 1re en 2021-2022. Et diffusée sur Nina Novelas en 2023-2024.
- Cœurs brûlants (Haja Coração) diffusée sur le réseau Outre-Mer La 1re en 2022
- Frères de sang (Um Lugar ao Sol) diffusée et rediffusée sur Novelas TV en 2022-2023 et 2024-2025.
- Identités Secrètes (Verdades Secretas) diffusée sur le réseau Outre-mer La 1er en 2023 et sur Nina Novelas en 2024.
- Un amour sauvage (Pantanal) diffusée sur Novelas TV en 2023, sur 6play en 2023-2024, sur le réseau Outre-mer La 1re en 2024 et sur Nina Novelas en 2025.
- Aruanas  diffusée sur 6play en 2023. diffusée sur Novelas TV en 2023.
- Le chemin de la vérité (Travessia) diffusée sur le réseau Outre-Mer La 1er en 2023
- Amours et illusions (Alem da ilusao) diffusée sur le réseau Outre-Mer La 1er en 2023-2024 et sur Novelas TV en 2024.
- Jailers (Carcereiros) diffusée sur Nina Novelas en 2023
- Amour noir (Ilha da fero) diffusée sur 6play en 2023
- Au-delà de tout soupçon (Dupla Identidade) diffusée sur 6play en 2023
- Au rythme de mes rêves disponible sur 6play en 2023-2024
- Les 10 commandements (Os Dez Mandamentos) diffusée sur Antenne Réunion en 2023-2024.
- Toutes les femmes de ma vie disponible sur 6play en 2023-2024
- Parents d'enfer disponible sur 6play en 2023-2024
- L'amour d'une mère (Amor de Mãe) diffusée sur Novelas TV en 2023-2024, sur 6play en 2023-2024 et sur Nina Novelas en 2024-2025.
- Deux fois 15 ans (De Volta aos 15) disponible sur Netflix en 2023.
- Une note d'espoir (Vai na fé) diffusée sur le réseau Outre-mer la 1er en 2024.
- Mister Brau diffusée sur Nina Novelas en 2024
- Les arômes du cœur (Todas as floras) diffusée sur le réseau Outre-mer La 1ère en 2024
- Les morceaux de notre vie  (Pedaço de Mim) Disponible sur Netflix depuis 2024.
- Sous Pression (Under Pressure) diffusée sue RTI1 en 2021-2022 et sur Nina Novelas en 2024.
- Lucky Break diffusée sur Novelas Avenue en 2024.
- Les larmes de la terre (Terra E Paixão) diffusée sur le réseau Outre-Mer 1re 2024 et sur Novelas TV en 2024-2025
- Amour parfait (Amor Perfeito) diffusée sur le réseau Outre-Mer 1re en 2024-2025.
- Les filles d'Ève (Filhas de Eva) diffusée sur Novelas TV en 2024.
- Passions troubles (Mania de Você) diffusée sur Novelas TV en 2025.
- Vérités Cachés (Verdades Secretas) diffusée sur StarTimes Novela F Plus en 2025.

### Telenovelas chiliennes
- Première Dame (Primera Dama) diffusée sur le réseau Outre-Mer 1re en 2012 puis sur IDF1 en 2013
- Amanda diffusée sur le réseau Outre-Mer 1re et sur France Ô en 2018
- Karku diffusée sur Nikelodeon FR en 2008.
- Vérités Cachés (Verdades ocultas) diffusée sur le réseau Outre-Mer 1re et sur France Ô en 2018
- Tu est ma vie (Te doy la vida) diffusée sur le réseau Outre-Mer 1re en 2016
- Tu est mon trésor (Eres mi tesoro) diffusée sur IDF1 en 2015-2016
- La dérive de l'amour (Papá a la deriva) diffusée sur IDF1 en 2015-2016 et sur France Ô en 2016
- Une belle-mère (La madrastra) diffusée sur ATV

### Telenovelas colombiennes
- Je suis Betty, la moche (Yo soy Betty, la fea) diffusée sur RCN Télévision en 1999-2001
- L'export du café (Café con aroma de mujer) diffusée à l'époque en Afrique sur les chaînes nationales
- Les filles de la mafia (Las muñecas de la mafia) diffusée sur ATV (Antille Télévision) sur Antenne Réunion et TNTV
- Entre justice et vengeance (Pura Sangre) diffusée sur ATV (Antille Télévision) Antenne Réunion et TNTV puis sur GTV (Guadeloupe Télévision) en 2011
- Luna l'héritière (Luna, la heredera) diffusée sur France Ô en 2008 et sur IDF1 en 2013
- Un palace pour deux (La Bella Ceci y el imprudente) diffusée sur France Ô en 2011 et sur Nina TV en 2017
- El Capo diffusée sur le réseau outre-mer 1re et France ô
- Pablo Escobar, le patron du mal (Pablo Escobar el patrón del mal) diffusée sur le réseau Outre-Mer 1re et sur France Ô en 2013
- Chica vampiro diffusée sur Canal J en 2014-2016 et Gulli en 2015-2018
- Franky (Yo soy Franky) diffusée sur Gulli en 2016-2018 et sur Canal J en 2019-2020
- Victoria (La esclava blanca) diffusée sur le réseau Outre-Mer 1re et sur France Ô en 2017-2018
- La rivière de la passion (Sinú, río de pasiones) diffusée sur Startimes Novela F Plus en 2018 et sur Canal Novelas en 2024.
- La Première Dame (Primera Dama) diffusée sur Startimes Novela F Plus en 2018-2019
- L'équipe de rêve (La selección) diffusée sur ViàATV en 2018
- Mariana & Scarlett (Hilos de amor) diffusée sur TNTV, ViàATV en 2018 et Antenne Réunion en 2019
- L'hypocondriaque (La hipocondríaca) diffusée sur Startimes Novela F Plus en 2019
- La reina del flow (The Queen of flow) diffusée sur le réseau Outre-Mer La 1re en 2019
- Au rythme de la passion (Niche) diffusée sur A+ Afrique et Ivoire et Passions TV en 2019. Et rediffusée sur Passion Novelas en 2023-2024.
- La Mélodie de l'amour (Los Morales) diffusée sur A+ Afrique en 2020
- Celia diffusée aussi sur A+Afrique en 2020
- El Bronx diffusée sur Novela F Plus
- Noobees diffusée sur Nickelodeon Teen en 2020
- Bolívar diffusée sur le réseau Outre-Mer La 1re en 2021
- La reine et le conquistador (La reina de indias y el conquistador) diffusée sur le réseau Outre-Mer La 1re en 2021
- La revanche d'Ana (La venganza de Analía) diffusée sur le réseau Outre-Mer La 1re en 2021
- Azúcar (es) diffusée sur le réseau Outre-Mer La 1re en 2022 et en 2023
- La reina del flow 2 (The Queen of flow 2) diffusée sur le réseau Outre-Mer La 1re en 2022-2023
- L'Arôme de l'amour (Café con aroma de mujer) diffusée et rediffusée sur Novelas TV en 2023 et en 2025.
- La croisée des destins (Hasta que la plata nos separe) diffusée sur le réseau Outre-Mer La 1re en 2023 et sur Novelas TV en 2024 et rediffusée en 2025.
- El joe diffusée sur Passion Novelas en 2023
- Le prix de la gloire (Ventino) diffusée sur le réseau Outre-mer La 1ère en 2023
- La maman du numéro 10 (La mamá del 10) diffusée sur le réseau Outre-mer La 1ère en 2020-2021 et sur Passion Novelas en 2023-2024.
- La première fois (La primera vez) disponible sur Netflix depuis 2024
- En un battement (Pálpito) disponible sur Netflix depuis 2022-2023
- Faux Profil (Falso profil) disponible sur Netflix depuis 2023-2024
- Rythme Sauvage (Ritmo Salvaje) disponible sur Netflix depuis 2023-2024
- Au rythme de l'amour (Te la decido) diffusée sur le réseau Outre-mer La 1ère en 2024
- La Niña diffusée sur JFB TV en 2024.
- Kid Pambelé diffusée sur Passion Novelas en 2024.
- Rêve en Or (Sueño dorado) diffusée sur Passion Novelas en 2024.
- Simplement Ana (Ana de Nadie) diffusée sur le réseau Outre-Mer La 1er en 2024-2025
- Le secret des Roldán (La nieta elegida) diffusée sur le réseau Outre-Mer La 1ère en 2024-2025
- La Diva (Tarde Lo Conoci) diffusée sur le réseau Outre-Mer La 1er en 2024-2025.
- L'Amour de ma vie (Devuélveme la vida) diffusée sur le réseau Outre-Mer La 1re en 2025.
- J'irai craché sur vos tombes (Escupiré Sobre Sus Tumbas) disponible sur Netflix depuis 2025.

### Telenovelas mexicaines
- Amour Impossible (Por ti) diffusée sur ATV (Antille Télévision) TNTV et Antenne Réunion
- Le Triomphe de l'amour (Triunfo del amor) diffusée sur le réseau Outre-Mer 1re et sur IDF1 en 2012-2013 et sur Novelas TV en  2016-2017
- Doubles Jeux (¿Quién eres tú?) diffusée sur le réseau Outre-Mer 1re, sur France Ô et sur IDF1 en 2014-2015.
- Abîme de la Passion (Abismo de pasión) diffusée sur le réseau Outre-Mer 1re, sur France Ô en 2012-2013 et sur IDF1 en 2014. Puis diffusée sur Novelas TV en 2022
- Amour océan (Mar de amor) diffusée sur le réseau Outre-Mer 1re, sur France Ô et sur IDF1 en 2012-2013. Puis diffusée sur Novelas TV en 2022
- La Belle-mère (La Madrastra) diffusée sur ATV (Antilles télévision) en 2009 et GTV (Guadeloupe Télévision) en 2011, sur Novelas TV en 2015-2016 et sur IDF1 en 2019
- Les choix de l'amour (Lo que la vida me robó) diffusée sur le réseau Outre-Mer 1re en 2015, sur IDF1 en 2015-2016 et sur France Ô en 2018
- Clap, le livre des ténèbres (Clap, el lugar de tus sueños)
- La Chacala diffusée sur Novelas TV
- La Rue des épouses (La Calle de las novias)
- Catalina et Sebastián (Catalina y Sebastián)
- Daniella (Pobre Diabla) diffusée sur ATV (Antilles Télévision) Antenne Réunion TNTV et sur GTV (Guadeloupe Télévision) en 2011 et IDF1
- Destins de femmes (Mirada de mujer) diffusée sur le réseau Outre-Mer 1re entre 2003 et 2004
- La Force du Destin (La Fuerza del Destino) diffusée sur IDF1 et diffusée sur JFB TV en 2021-2022.
- Les Deux Visages d'Ana (Las Dos Caras de Ana) diffusée sur IDF1
- La Fille du jardinier (La hija del jardiniero) diffusée sur le réseau Outre-Mer 1re et sur France Ô en 2010
- María la del barrio diffusée sur GTV (Guadeloupe Télévision) en 2011
- Marimar diffusée sur le réseau Outre-Mer 1re en 2001 et sur Novelas TV en 2016
- Mon amour mon péché (Amarte es mi pecado) diffusée sur ATV (Antilles Télévision) Antenne Réunion et TNTV
- Paloma (Cuando seas mía) diffusée sur Novelas TV en 2015.
- Rosalinda
- Luz Clarita diffusée sur ATV. Et sur Diamants TV.
- Rubí diffusée en 2006 sur M6 et en Belgique et au Luxembourg sur RTL-TVI, puis Plug RTL, sur Novelas TV et IDF1 en 2019 et sur Nina Novelas en 2025.
- Teresa diffusée sur le réseau Outre-Mer 1re et sur IDF1 en 2011-2012
- Trahisons (Yo no creo en los hombres) diffusée sur le réseau Outre-Mer 1re, sur Novelas TV et sur IDF1 en 2015-2016, sur Antenne Réunion en 2020.
- Blue Demon diffusée sur le réseau Outre-mer La 1er en 2016
- Passion et pouvoir (Pasión y poder) diffusée sur le réseau Outre-Mer 1re en 2016-2017. Et diffusée sur Novelas TV en 2023-2024.
- Le chemin du destin (Un camino hacia el destino) diffusée sur Novelas TV en 2016-2017 et sur Antenne Réunion en 2017
- Ne me quitte pas (A que no me dejas) diffusée sur le réseau Outre-Mer 1re en 2017
- L'ivresse de l'amour (Vino el amor) diffusée sur Novelas TV, sur TNTV en 2017 et sur IDF1 et Antenne Réunion en 2018
- Les trois visages d'Ana (Tres veces Ana) diffusée sur le réseau Outre-Mer 1re en 2017, sur France Ô en 2018 et sur IDF1 en 2019. Et diffusée sur JFB TV en 2023.
- Impardonnable (Lo imperdonable) diffusée sur le réseau Outre-Mer La 1re en 2018
- Destinée (Destino) diffusée sur Antenne Réunion en 2018-2019
- Terres sauvages (En tierras salvajes) diffusée sur le réseau Outre-Mer La 1re en 2018-2019
- Amours coupables (Caer en tentación) diffusée sur le réseau Outre-Mer La 1re en 2019
- L'amour à mort (Amar a muerte) diffusée sur le réseau Outre-Mer La 1re en 2019
- Sortilège (Sortilegio) diffusée sur Novelas TV en 2019
- Missing Bride (Desaparecida) diffusée sur TNTV, Antenne Réunion, ViàATV et MYTF1 en 2019
- Secrets de famille (Vuelve temprano) diffusée sur Novelas TV en 2019-2020
- L'usurpatrice (La usurpadora) diffusée sur le réseau Outre-Mer La 1re en 2021
- L'empire du mensonge (Imperio de mentiras) diffusée sur le réseau Outre-Mer La 1re en 2021
- Par-delà l'amour (Vencer el desamor) diffusée sur le réseau Outre-Mer La 1re en 2021-2022
- Par-delà le passé (Vencer el pasado) diffusée sur le réseau Outre-Mer La 1re en 2022
- Une famille pas si parfaite (Si nos dejan) diffusée sur Novelas TV en 2022 et rediffusée en 2023-2024 et sur 6play en 2024
- La desalmada diffusée sur le réseau Outre-Mer La 1re en 2022
- Les riches pleurent aussi (Los ricos también lloran) diffusée sur Novelas TV en 2022 et rediffusée en 2024 et sur 6play en 2024
- La madrastra diffusée sur le réseau Outre-Mer La 1re en 2023 et sur StarTimes Novela F Plus en 2023.
- L'héritière (La herencia) diffusée et rediffusée sur Novelas TV en 2023 et en 2025. Et sur Antenne Réunion en 2024.
- La mécanique de l'amour (Mi camino es amarte) diffusée sur Novelas TV en 2023-2024.
- Rubí 2 diffusée sur StarTimes Novela F Plus en 2023 et en 2024 et diffusée sur Antenne Réunion en 2024.
- La tempête (La tempestad) diffusée sur Novela F Plus en 2023
- Miss Dynamite diffusée sur StarTimes Novelas F Plus en 2024.
- L'amour Invincible (El amor invencible) diffusée sur Novelas TV en 2024.
- Gabriel et ses petits démons disponible sur Netflix en 2024
- Pacte du silence (Pacto de silencio) disponible sur Netflix en 2023-2024
- Au nom de la vengeance disponible sur Netflix depuis 2023-2024
- Qui a tué Sara ? disponible sur Netflix depuis 2024
- Sous la braise (Donde hubo fuego) disponible sur Netflix depuis 2024 et sur Prime vidéo
- Sombre Désir (Oscuro deseo) disponible sur Netflix en depuis 2024 et sur Prime vidéo
- Coeur de guerrier (Corazón guerrero) diffusée sur le réseau Outre-mer La 1er en 2024
- Les liaisons du péché (Perdona nuestros pecados) diffusée sur Novelas TV en 2024.
- La Rébellion (La rebelión) diffusée sur Novelas TV en 2024
- L'Ivresse de la chute (Volver a caer) diffusée sur Novelas TV en 2024.
- Terre d'espérance (Tierra de esperanza) diffusée sur Novelas TV en 2024-2025.
- Isla Brava diffusée sur Novelas TV en 2025.
- Diana Salazar (Saison 1) (El extraño retorno de Diana Salazar) diffusée sur Novelas TV en 2025.
- L'amour en héritage (Te doy la vida) diffusée sur Novelas TV en 2025.
- Les liens du cœur (Vivir de amor) diffusée sur le réseau Outre-Mer La 1re en 2025.
- Diana Salazar (Saison 2) (El extraño retorno de Diana Salazar) diffusée sur Novelas TV en 2025.
- Le choix de Juana (La historia de Juana) diffusée sur Novelas TV en 2025.
- Diana Salazar (Saison 3) (El extraño retorno de Diana Salazar) diffusée sur Novelas TV en 2025.
- La recette de l'amour (El amor no tiene receta) diffusée sur le réseau Outre-Mer La 1re en 2025.
- Les filles de Mme García (Las hijas de la señora garcía) diffusée sur Novelas TV en 2025-2026.

### Telenovelas vénézuéliennes
- Rosario diffusée sur ATV et Antenne Réunion
- Barbarita, les couleurs de l'amour (Negra consentida) diffusée sur Zouk TV et sur Nina TV en 2017
- Destins croisés (Sabor a ti)
- Tourbillon de passions (Torrente, un torbellino de pasiones)
- Sacrifice de femme (Sacrificio de Mujer) diffusée sur le réseau Outre-Mer La 1ère en 2012
- Trópico
- Amour secret (Amor secreto) diffusée sur Vénésion en 2015
- Le chemin de l'innocence (La virgen de la calle) diffusée sur le réseau Outre-Mer 1re en 2014-2015 et sur IDF1 en 2016
- Cosita linda diffusée sur Antenne Réunion en 2015 et sur IDF1 en 2017
- Eva Luna diffusée sur Antenne Réunion en 2016 et sur IDF1 en 2016-2017
- Amour secret (Amor secreto) diffusée sur Antenne Réunion, ATV, TNTV en 2016-2017 et sur IDF1 en 2017
- Peau sauvage (Piel salvaje) diffusée sur Antenne Réunion TNTV et ATV en 2017
- Séparés par l'amour (Entre tu amor y mi amor) diffusée sur le réseau Outre-Mer La 1re en 2023. Et diffusée sur Passion Novelas en 2023-2024.

### Telenovelas péruviennes
- La femme de Lorenzo (La mujer de Lorenzo)

## Telenovelas produites dans des pays africains

### Telenovelas angolaises
- Jikulumessu diffusée sur le réseau Outre-Mer 1re en 2016 et sur Speed Line TV en 2021. Et diffusée sur A+ en 2023-2024.
- Windeck diffusée sur le réseau Outre-Mer 1re en 2015-2016, puis sur BET (France) en 2017-2018 et sur Nina Novelas Fr en 2020 et sur Afro Novelas en 2022 et récemment sur A+.
- Vol direct (Voo directo) diffusée sur ATV en 2017
- Mahinga diffusée sur A+ en 2024.
- Windeck : Les origines de l'ambition (Windeck) diffusée sur A+ en 2024 et sur le réseau Outre-Mer La 1re en 2025.

### Telenovelas béninoises
- Apparences diffusée sur A+BÉNIN en 2024-2025

### Telenovelas camerounaise
- La Reine blanche  diffusée sur IDF1 et Tv Atzecta en 2018
- Habiba diffusée sur RTI 1 et Cana2 international len 2020
- Otages d'amour diffusée sur Canal2 international et A+ en 2020
- Madame… Monsieur diffusée sur A+,CRTV en 2020 et 2021
- Le Prix du péché diffusée sur TIVI5MONDE en 2021 et sur Afro TV en 2020
- Samba le général diffusée sur Canal2 international en 2020
- Miel amer diffusée sur Canal2 international sur Afro tv et sur My Media Prime en 2020
- Madame… Monsieur Saison 2 diffusée sur A+ en 2021
- Samba diffusée sur la CRTV en 2020
- Bad Angels diffusée sur la CRTV en 2019
- Quartier chaud diffusée sur Canal2 international en 2020 et sur Balafon télévision en 2021
- Divine diffusée sur Balafon télévision en 2021
- Guerre des sexes diffusée sur Afro tv en 2020 et sur Balafon télévision en 2021
- Échec et Mat en diffusée sur Afro tv en 2021
- Lueur d'amour diffusée sur Canal2 international en 2020
- Quartier chaud Saison 2 diffusée sur Canal2 international en 2021
- Rumble diffusée sur la CRTV en 2018 et 2021 sur Balafon télévision
- Manipulation fatales diffusée sur Balafon télévision en 2021
- Foyers polygamiques diffusée sur A+ en 2014 et rediffusée en 2021 et sur Balafon télévision en 2021
- La Tombe des secrets diffusée sur La CRTV en 2020
- La Belle-mère ou encore cercle vicieux diffusée sur Canal2 international en 2018 et sur Canal2 Movies en 2019

### Telenovelas égyptiennes
- Carmen diffusée sur Antenne réunion en 2023
- Une sœur pour cinq frères (ukht likhamsat 'ashiqaa) diffusée sur Passion Novelas en 2023 et sur Antenne Réunion en 2023-2024.
- Secret (Ser) diffusée sur Antenne réunion en 2023

### Telenovelas ivoiriennes
- Invisibles diffusée sur A+ en 2018.
- Super flics diffusée sur A+ en 2023
- Niabla diffusée sur A+ en 2023
- Abidjan diffusée sur RTI1 en 2023 et sur A+ en 2024.
- La famille Y diffusée sur A+ en 2023-2024.
- Les coups de la vie diffusée sur A+ en 2022 et 2023-2024
- La dernière voix diffusée sur A+ en 2024.
- Le futur est à nous diffusée sur A+ en 2024
- Charles Ornel diffusée sur RTI2 en 2024
- Les nounous diffusée sur A+ en 2025.
- 220 logements diffusée sur A+ en 2025.
- Cacao diffusée sur A+ et RTI1 et disponible sur M6+ en 2025.

### Telenovelas mozambicaines
- Maida diffusée sur A+ en 2022-2023

### Telenovelas sénégalaises
- Selma,entre feux et passion diffusée sur A+ en 2023
- Mirage diffusée sur Khar media en 2023
- Emprise diffusée sur Marodi TV en 2022
- Déchéance diffusée sur A+ en 2023
- Karma diffusée sur A+ en 2022-2023
- Dérapages diffusée sur CINAF TV en 2023
- C'est la vie ! diffusée sur E-télé Bénin en 2021
- Maîtresse d'un homme marié diffusée sur RTB TV en 2022-2023
- Impact diffusé sur Marodi TV
- Baabel Saison 1 diffusé sur TFM.
- La Graine du pouvoir diffusée sur Marodi TV en 2023
- Djirime diffusée sur King Porduction en 2023
- Bété Bété diffusée sur King production en 2024
- Promesses diffusée sur Marodi TV et sur A+ en 2024
- Belle famille diffusée sur Marodi TV en 2024.
- Djame et Fatoumata diffusée sur Marodi TV en 2024.

### Telenovelas sud-africaines
- Inkaba diffusée sur le réseau Outre-Mer 1re et sur Nina Novelas FR en 2017 puis sur Afro Novelas en 2022
- Legacy diffusée sur le réseau Outre-Mer 1re en 2022-2023 et sur Afro Novelas en 2023
- Imbewu le fruit du mensonge saisons 1-3 diffusées sur la chaîne A+ Afrique
- Le Domaine (The Estate) diffusée sur Canal + Pop en 2023
- The Wild diffusée sur Nina Novelas en 2016-2017.
- The Wild 2 diffusée sur Nina Novelas en 2017.
- Uzalo saisons 1-7 diffusée sur A+ en 2022-2024.
- Le voile de L'illusion (Smoke and Mirrors) diffusée sur A+ en 2024

## Telenovelas produites dans des pays européens

### Telenovelas allemandes
- Le Destin de Lisa diffusée sur TF1 en 2010, et sur TFX et TMC en 2023-2024.

### Telenovelas croates
- Mon fils, Ma bataille (Drugo ime Ijubavi) diffusée sur Passion Novelas en 2025.

### Telenovelas espagnoles
- Gavilanes diffusée sur le réseau Outre-Mer 1re, sur France Ô en 2013 et sur Novelas TV en 2017
- Mónica Chef diffusée sur Disney Channel en 2018
- Deux vies (Dos vidas) diffusée sur Novelas TV en 2021-2022
- Le Secret (El secreto de Puente Viejo) diffusée France 3, sur le réseau Outre-Mer la 1ère.
- La Vengeance de Jana (La promesa) diffusée sur C8 en 2024.
- La Moderna (Salon de té la moderna) diffusée sur Antenne Réunion et sur RTI1 en 2025.

### Telenovelas italiennes
- Les Destins du cœur (Incantesimo) diffusée sur France 2 en 2003, sur RTL9 puis sur NT1 et Vivolta
- Club 57 diffusée sur en Nickelodeon en 2019-2021, sur Gulli prochainement et sur Novelas Diamants en 2023.

### Telenovelas portugaises
- Liens de sang (Laços de sangue) diffusée sur le réseau Outre-Mer 1re, sur IDF1 en 2015-2016, sur Antenne Réunion en 2016 et sur Nina novelas en 2024
- Rose de feu (Rosa Fogo) diffusée sur le réseau Outre-Mer 1re en 2015, sur IDF1 en 2016, sur Antenne Réunion en 2016 et sur Nina Novelas en 2017 et 2024
- Mara, une femme unique (A única mulher) diffusée sur le réseau Outre-Mer 1re en 2016 et sur IDF1 en 2017
- Au nom de l'amour (Amor Maior) diffusée sur Novelas TV en 2018 et sur Antenne Réunion en 2019. Et régulièrement sur IDF1.
- Mara, une femme unique 2 (A única mulher 2) diffusée sur IDF1 en 2018-2019
- La vengeance de Veronica (A impostora) diffusée sur le réseau Outre-Mer 1re et TF1 en 2019
- Mara, une femme unique 3 (A única mulher 3) diffusée sur IDF1 en 2020-2021
- Le prix de la trahison (Ouro Verde) diffusée sur Chérie 25 et disponible sur 6play depuis 2024 et prochainement sur Passion Novelas.
- Pour l'amour de Louisa (Paixão) diffusée sur Antenne Réunion en (2021-2022), sur 6ter et Nina novelas entre 2024 et 2025
- Les Jeux du destin (pt) (Golpe de sorte) diffusée sur 6play en 2023
- À l'école de la vie diffusée sur 6play en 2023
- Nazaré diffusée sur le réseau Outre mer la 1re en 2023-2024
- Pauvre Riche (Lucky Break) diffusée sur Antenne Réunion en 2023-2024 et sur Novelas Avenue en 2024.
- Les Flammes du passé (Terra Brava) diffusée sur le réseau Outre-Mer 1re en 2024.
- Cacao (Cacau) diffusée sur le réseau Outre-Mer La 1re en 2025.

## Telenovelas produites dans des pays asiatiques

### Telenovelas chinoises
- La bonne femme diffusée sur StarTimes Novela F Plus en 2024.
- Le conte de la rose (The tale of rose) diffusée sur StarTimes Novela F Plus en 2025.

### Telenovelas coréennes
- Cruelle Perfection (High Class) Diffusée sur Novelas TV en 2023-2024.
- True Beauty Diffusée sur Diamants TV en 2023 et disponible sur Netflix en 2023.
- Le Parfum du mensonge (Mistress) diffusée en 2024 et rediffusée en 2025 sur Novelas TV.
- Les ailes de l'amour diffusée en 2022 et rediffusée en 2024 sur StarTimes Novelas F Plus.
- The Penthouse (The Penthouse: War in Life) diffusée sur Novelas TV en 2025.

### Telenovelas indiennes
- Antara (en) diffusée sur ATV (Antilles Télévision) en 2012
- Laali (en) (Agle Janam Mohe Bitiya Hi Kijo) diffusée sur Antenne Réunion
- Kasamh Se diffusée sur Antenne Réunion en 2013
- Kitani Mohabbat Hai diffusée sur GTV (Guadeloupe Télévision) en 2011
- Maat Pitaah Ke Charnon Mein Swarg diffusée sur ATV (Antilles Télévision) en 2012
- Maayka (Maayka – Saath Zindagi Bhar Ka)
- Main Teri Parchhain Hoon diffusée sur ATV (Antilles Télévision) en 2010, GTV (Guadeloupe Télévision) en 2011
- Saath saath diffusée sur ATV (Antilles Télévision) en 2013
- Vaidehi diffusée sur Antenne Réunion
- Saloni (Saat Phere) diffusée sur le réseau Outre-Mer 1re
- Badalte (Badalte Rishton Ki Dastaan) diffusée sur Antenne Réunion
- Phir Subah Hogi diffusée sur Antenne Réunion
- Punar Vivaah diffusée sur Antenne Réunion
- Vidya (Banoo Mein Teri Dulhan) diffusée sur Antenne Réunion
- Pavitra Rishta diffusée sur Antenne Réunion
- Indira, la demoiselle de fer (Hitler Didi) diffusée sur Antenne Réunion en 2015 et sur JFB HINDI en 2024.
- Le Destin de Zoya (Qubool Hai) diffusée sur le réseau Outre-Mer 1re
- Shree diffusée sur Antenne Réunion en 2016
- La promesse (Iss Pyaar Ko Kya Naam Doon?... Ek Jashn) diffusée sur le réseau Outre-Mer 1re en 2016-2017
- Gangaa diffusée sur Antenne Réunion en 2017-2018-2019
- L'Amour en gage (Tumhari Paakhi) diffusée sur le réseau Outre-Mer 1re en 2017-2018
- Un amour sans limites (Itna Karo Na Mujhe Pyaar) diffusée sur ATV
- Les Cœurs inséparables (Do Dil) diffusée sur Antenne Réunion en 2018
- Les Couleurs de l'amour (Kuch rang) diffusée sur le réseau Outre-Mer La 1re en 2018
- Un mariage idéal (Ek Rishta Saajhedari Ka) sur Antenne Réunion en 2018
- Kya Huaa Tera Vaada diffusée sur Antenne Réunion en 2018
- Mehek diffusée sur Zee Magic en 2019
- Toi, mon amour (Tu Aashiqui) diffusée sur le réseau Outre-Mer La 1re en 2019
- Les Changements du destin (Kumkum Bhagya) diffusée sur Zee Magic en 2019
- L'Œuvre du destin (Kundali Baghya)
- Siddhi Vinayak
- Le Gendre parfait (Jamai Raja)
- Un amour illimité (Beyhadh)
- Ma vie sans elle (Rangrasiya) diffusée sur Passion Bollywood Entre 2024 et 2025 et sur la chaine YouTube de Série Bollywood entre Novembre 2024 et Mai 2025
- Amour éternel diffusée sur Romantica TV - 100% Télénovelas en 2023
- Amour désespéré diffusée sur Bollywood mania anciennement : (Romantica TV - 100% Telenovelas) en 2023
- La Veuve blanche (Ishq ka rang safered) diffusée en 2015 et sur Passion Bollywood en 2024
- Le Jeu du destin (bhaagy ka khel)
- Naagin diffusée sur StartTimes Novela F Plus en 2022-2023
- Les Filles de madame Kolie diffusée sur Passion Novelas en 2023
- Roop diffusée sur Passion Bollywood en 2023-2024.
- Jodhaa Akbar diffusée sur Antenne Réunion en 2021 Passion Novelas en 2023-2024
- Kasam diffusée sur Passion Bollywood en 2024
- Chandra Nandini diffusée sur StarTimes Novela F Plus en 2024.
- Atteindre les étoiles (sitaaron par pahuncho) diffusée sur Passion Bollywood en 2024.
- La passion amoureuse (pyaar ka junoon) diffusée sur Antenne Réunion et Passion Bollywood en 2024.
- La nouvelle aurore (naee subah) diffusée sur Passion Bollywood en 2024.
- L'amour n'a pas d'âge (pyaar kee koee umr nahin hotee) diffusée sur Zee Magic en 2025.

### Telenovelas philippines
- La Longue Attente (Kay Tagal Kang Hinintay) diffusée sur ATV (Antilles Télévision) en 2010
- Rivales (Magkaribal) diffusée sur ATV (Antilles Télévision) en 2012 et diffusée sur JFB TV en 2022-2023.
- La Fille de ma mère (Ina, Kapatid, Anak) diffusée sur Antenne Réunion en 2015 et sur une antenne ivoirienne en 2016
- La Promesse (Pangako Sa 'Yo) diffusée sur Antenne Réunion en 2018
- Fleur sauvage (Wildflower) diffusée sur StarTimes Novelas F Plus et sur le réseau Outre-Mer La 1re en 2019. Et diffusée sur JFB TV en 2023.
- Les Sœurs de sang (The Blood Sisters) diffusé sur le réseau Outre-Mer la 1ère et sur JFB TV en 2024.
- Belles Etrangères (Beautiful Strangers)
- Double Kara (en) diffusée sur Antenne Réunion en 2022 et diffusée sur JFB TV en 2023-2024.
- Lune de sang diffusée sur StarTimes Novela F Plus en 2022-2023
- Un cœur perdu diffusée sur StarTimes Novela F Plus en 2023
- Les Frères diffusée sur StarTimes Novela F Plus en 2022-2023
- Asintado diffusée sur RTI2 en 2021-2022 et sur Antenne Réunion en 2023, puis diffusée sur le réseau Outre-mer La 1er en 2023 et sur JFB TV en 2024.
- La Trahison (Halik) diffusée sur StarTimes Novela F Plus en 2023
- La vie de Léna (La vida de Lena) diffusée sur StarTimes Novela F Plus en 2023-2024
- La femme légale diffusée sur StarTimes Novelas F Plus en 2024.
- La fille  du général diffusée et rediffusée sur StarTimes Novelas F Plus en 2021-2022-2024. Et puis sur Antenne Réunion en 2024.
- La loi de la vengeance diffusée sur StarTimes Novelas F Plus en 2024.
- Les Frères saison 2 diffusée sur StarTimes Novela F Plus en 2024.
- Les Frères saison 3 diffusée sur StarTimes Novela F Plus en 2024.
- Les Frères saison 4 diffusée sur StarTimes Novela F Plus en 2024.
- Linge sale (Dirty Linen) diffusée sur JFB TV en 2024-2025.
- La Tromperie (Linlang) diffusée sur StarTimes Novela F Plus en 2025.

### Telenovelas thaïlandaise
- Ma femme (The wife) diffusée sur StarTimes Novela F Plus en 2024.

### Telenovelas turques
- Une question d'honneur (Şeref Meselesi) diffusée sur Novelas TV en 2017-2018
- La Belle et le Brave (Cesur ve Güzel) série téléviser turque diffusée en 2016-2017. Disponible sur 6play en 2024 et sur Antenne Réunion en 2024.
- Frères rivaux (Kuzey Güney) diffusée sur le réseau Outre-Mer 1re en 2018, elle est aussi diffusée en France métropolitaine depuis le 14 février 2019 sur Novelas TV, puis sur M6 à partir de mars 2020.
- Fatmagül (Fatmagül'ün Suçu Ne?) diffusée en 2018 et rediffusée en 2020 sur Novelas TV et disponible sur 6play en 2024.
- Éternel (Ölene Kadar) diffusée en 2019 et rediffusée en 2021 sur Novelas TV.
- 20 minutes (20 Dakika) diffusée sur Novelas TV en 2019
- Diamants Noirs (Kara para ask) diffusée sur Novelas TV en 2019
- Le Prix de la passion (Siyah Beyaz Aşk) diffusée sur le réseau Outre-Mer 1re en 2019
- Deniz "Seconde Chance" (Kalbimdeki Deniz) diffusée sur Passions TV en 2019
- Au cœur de la ville (Bu Şehir Arkandan Gelecek) diffusée en 2019-2020 et rediffusée en 2021-2022 sur Novelas TV.
- Les Larmes du paradis (Cennet'in Gözyaşları) diffusée en 2020 et rediffusée en 2023 sur Novelas TV.
- Meryem diffusée en 2020 et rediffusée en 2022-2023 sur Novelas TV.
- L'Ombre du passé (Merhamet) diffusée en 2020-2021 et rediffusée en 2023 sur Novelas TV.
- Le serment d'amour (Yemin) diffusée sur Passion Novelas en 2022
- Les ailes de l'ambition (Kuş Uçuşu) disponible sur Netflix en 2022.
- L'Ombre de Fatma (en) (Fatma) disponible sur Netflix en 2021
- Amour éternel (Kara Sevda) diffusée sur Novelas TV en 2021-2022
- Mme Fazilet et ses filles (Fazilet Hanım ve Kızları) diffusée sur Novelas TV en 2022
- Mother (Anne) diffusée sur en 2022-2023 et rediffusée en 2024 Novelas TV.
- Mon côté gauche (Sol Yanım) diffusée sur Novelas F Plus en 2022-2023
- A.Riza diffusée sur Novelas TV en 2023
- Scorpion (Akrep) diffusée sur Novelas TV en 2023
- La vengeance d'une femme (Sadakatsiz) diffusée sur 6play en 2023-2024
- Ailes brisées (Kanatsız Kuşlar) diffusée sur Novelas TV en 2023-2024
- Innocence (Masumiyet) diffusée sur Novelas TV en 2023, sur Antenne Réunion en 2024 et disponible sur 6play et RTLplay en 2024.
- Les Amants Destiné (en) (Ask mantik intikam) diffusée sur StarTimes Novela F Plus en 2023-2024.
- Une Vie Rêvée (Erkenci Kuş) diffusée sur Novelas  TV en 2024.
- Le Dernier Été (Son Yaz) diffusée sur Novelas TV en 2024.
- Monsieur mauvais (en) (Bay Yanlış) diffusée sur StarTimes Novela F Plus en 2024.
- Le Tailleur disponible sur Netflix entre 2021-2024
- Une femme (es)(Kadın) disponible sur 6play en 2024
- Intersection (Kördüğüm) Disponible sur Netflix et diffusée sur StarTimes Novela F Plus en 2024.
- Perle Noire (Siyah İnci) diffusée sur StarTimes Novela F Plus en 2024.
- Tel père, telle fille (Kizim) diffusée sur Novelas TV en 2024-2025.
- Phi (Fi) diffusée sur Novelas TV en 2024-2025.
- Perdue en amour (Sakla Beni) diffusée sur StarTimes Novela F Plus en 2025.
- Clair de Lune (Dolunay) diffusée sur Novelas TV en 2025.
- Ma Vie Merveilleuse (Şahane Hayatım) diffusée sur StarTimes Novela F Plus en 2025.
- Phi Saison 2 (Phi) diffusée sur Novelas TV en 2025.
- Éclats de vie (Kırik Hayatlar) diffusée sur Novelas TV en 2025.
- Cœur sauvage (Yabanı) diffusée sur StarTimes Novela F Plus en 2025.